# اورزولا اشتراوس
اورزولا اشتراوس (انگلیسی: Ursula Strauss؛ زادهٔ ۲۵ آوریل ۱۹۷۴) یک هنرپیشه اهل اتریش است.
او در فیلم بازیگران ذهن بازی کرده‌است.